# Pèndol (matemàtiques)
Les matemàtiques dels pèndols és en general força complicada. Fent simplificacions es pot fer, la qual en el cas d'un simple pèndol de gravetat permet que les equacions de moviment es resolguin analíticament per a oscil·lacions de petit angle.

## Pèndol simple de gravetat

Animació d'un pèndol mostrant els vectors de velocitat i d'acceleració.

L'anomenat "pèndol simple" és una idealització del "pèndol real" però en un sistema aïllat usant els següents supòsits:
- La vareta o cable en el qual el pes del pèndol oscil·la no té massa, no és extensible i sempre segueix sent tens;
- El pes del pèndol és una massa puntual;
- El moviment ocorre només en dues dimensions, és a dir. el pes del pèndol no traça una el·lipse sinó un arc geomètric.
- El moviment no perd energia per fricció o resistència de l'aire.

L'equació diferencial que representa el moviment d'un pèndol simple és

| {\displaystyle {d^{2}\theta \over dt^{2}}+{g \over \ell }\sin \theta =0} | \| \| \| \| \| \| \| \| | (Eq. 1) |
|                                                                          |                         |         |
|                                                                          |                         |         |
on {\displaystyle g} és l'acceleració deguda a la gravetat, {\displaystyle \ell } és la llargada del pèndol i {\displaystyle \theta } és el desplaçament angular.

Figure 1. Diagrama de força d'un pèndol simple de gravetat.

Si us plau, preneu-vos el temps per considerar la figura 1 a la dreta, que mostra les forces que actuen sobre un pèndol simple. Observeu que la ruta del pèndol escombra un arc d'un cercle. L'angle {\displaystyle \theta } es mesura en radiants, i això és crucial per aquesta fórmula. La fletxa blava és la força gravitacional actuant a la sacsejada, i les fletxes de color violeta són aquesta mateixa força resolta en components paral·lels i perpendiculars al moviment instantani del pes del pèndol. La direcció de la velocitat instantània del pes del pèndol sempre apunta al llarg de l'eix vermell, que es considera l'eix tangencial perquè la seva direcció és sempre tangent al cercle. Penseu en la possibilitat de la segona llei de Newton.
{\displaystyle F=ma\,}
on F és la suma de les forces sobre l'objecte, m és la massa i a és l'acceleració. La fletxa curta viola represent el component de la força gravitatòria n l'eix tangencial i es pot fer servir la trigonometria per determinar la seva magnitud. Així,
{\displaystyle F=-mg\sin \theta =ma\,}
{\displaystyle a=-g\sin \theta \,}
on
{\displaystyle g} és l'acceleració deguda a la gravetat prop de la superfície de la Terra. El signe negatiu de la part dreta implica que {\displaystyle \theta } i {\displaystyle a} sempre apunten en direccions oposades.
Aquesta acceleració lineal {\displaystyle a} al llarg de l'eix roig es pot relacionar amb els canvis en l'angle {\displaystyle \theta } per les fórmules de llargada de l'arc; {\displaystyle s} és la longitud d'arc:
{\displaystyle s=\ell \theta \,}
{\displaystyle v={ds \over dt}=\ell {d\theta  \over dt}}
{\displaystyle a={d^{2}s \over dt^{2}}=\ell {d^{2}\theta  \over dt^{2}}}
així:
{\displaystyle \ell {d^{2}\theta  \over dt^{2}}=-g\sin \theta }
{\displaystyle {d^{2}\theta  \over dt^{2}}+{g \over \ell }\sin \theta =0}

## Exemples
Les animacions de sota mostren diferents maneres d'oscil·lació donades condicions inicials diferents. El petit gràfic per sobre dels pèndols són els seus retrats de fase.

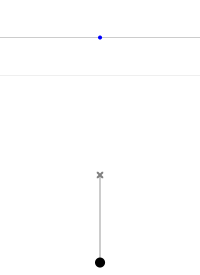
Angle inicial de 0 °, un equilibri estable.
Angle inicial de 45°
Angle inicial de 90°
Angle inicial de 135°
Angle inicial de 170°
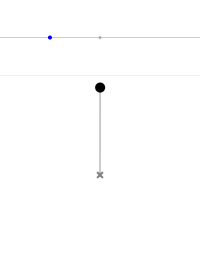
Angle inicial de 180°, equilibri inestable.
Pèndol amb prou feines suficient energia per a una oscil·lació completa
Pèndol amb prou energia per a una oscil·lació completa